# کالج آنتلوپ ولی

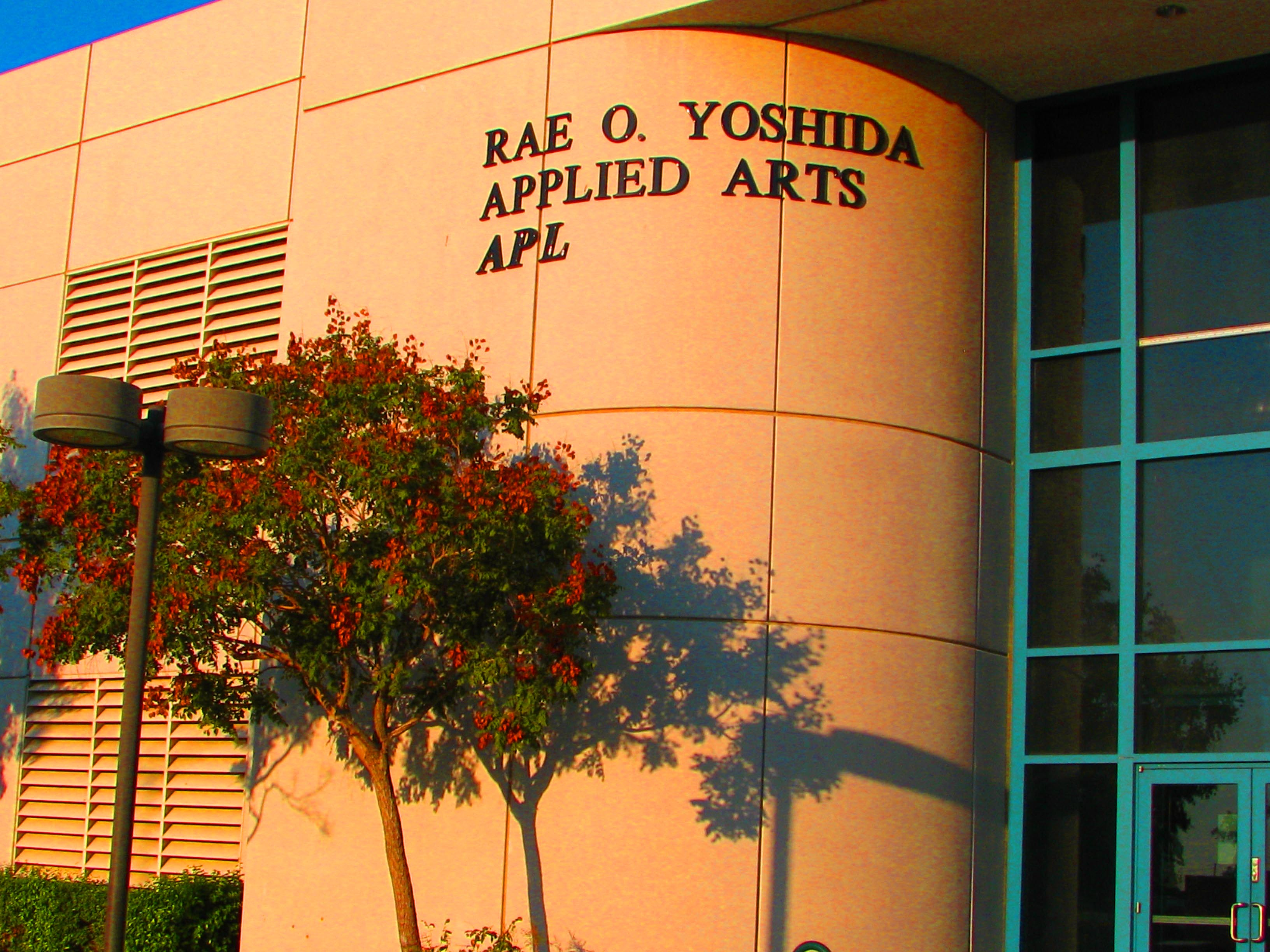
کالج آنتلوپ ولی

کالج آنتلوپ ولی (به انگلیسی: Antelope Valley College) یکی از کامل‌ترین کالج‌های ایالت کالیفرنیا می‌باشد که در «لنکستر» واقع شده است. این کالج در ابتدا در زمینی به وسعت بیش از 5 کیلومتر مربع احداث گردید و سپس در «پالمدل» شعبه‌ای ساخته شد و بعدها نیز از طریق شبکه اینترنت و تلویزیون نیز شروع به ارائه آموزش نموده است.
کالج در بیش از 67 رشته (هنر و علوم) به صورت دوره‌های دوساله برنامه‌های آموزشی ارائه می‌دهد. 